# Acanthodactylus schmidti
Acanthodactylus schmidti es una especie de lagarto del género Acanthodactylus, familia Lacertidae, orden Squamata. Su masa corporal es de aproximadamente 30,52 g.

## Distribución
Se distribuye por Asia: península arábiga hasta Jordania, Irak, Irán, Emiratos Árabes Unidos, Kuwait, Omán y Catar.

## Taxonomía
Fue descrita por Haas en 1957.
Tratamiento taxonómico
La especie aparece registrada y publicada en Some amphibians and reptiles from Arabia. Proc. Cal. Acad. Sci. 29 (3): 47-86.